# Jan Grzelak
Jan Wiemuth-Grzelak (ros. Ян Вімут-Гжеляк; ur. 1880 lub 1881 w Warszawie, zm. 15 sierpnia 1920 w Panczewem, obecny rejon nowomyrhorodzki) – polski działacz ruchu robotniczego, członek PPS i SDKPiL.
Od 1913 do lutego 1917 roku przebywał na zesłaniu na Syberii, skąd w 1917 roku przedostał się do Odessy. Na miejscu objął kierownictwo w miejscowej komórce SDKPiL, a później podjął pracę w polskiej grupie Kolegium Cudzoziemskiego, konspiracyjnej organizacji szerzącej propagandę bolszewicką wśród żołnierzy międzynarodowej grupy interwencyjnej stacjonującej w Odessie.
Od kwietnia 1919 roku przewodniczył odeskiemu oddziałowi Komunistycznej Partii Robotniczej Polski oraz został członkiem komitetu obwodowego Komunistycznej Partii (bolszewików) Ukrainy. Od kwietnia do sierpnia 1919 roku członek redakcji bolszewickiego czasopisma wydawanego w języku polskim „Komuna”. Zmarł we wsi Panczewo, gdzie do obecnych czasów zachował się jego nagrobek.